# Saison 8 de Dallas
Chronologie
Saison 7 Saison 9
Cet article présente les trente épisodes de la huitième saison de la série télévisée américaine Dallas.

## Distribution

### Acteurs principaux
- Patrick Duffy : Bobby Ewing
- Linda Gray : Sue Ellen Ewing
- Larry Hagman : J. R. Ewing
- Susan Howard : Donna Culver
- Steve Kanaly : Ray Krebbs
- Howard Keel : Clayton Farlow
- Ken Kercheval : Cliff Barnes
- Priscilla Presley (créditée Priscilla Beaulieu Presley) : Jenna Wade
- Victoria Principal : Pamela Barnes Ewing
- Donna Reed (à partir de l'épisode 7) : Miss Ellie Ewing Farlow
- Charlene Tilton : Lucy Ewing

### Acteurs récurrents
- Morgan Brittany (épisodes 1, 2, 3, 4 et 30) : Katherine Wentworth
- Deborah Shelton (à partir de l'épisode 3) : Mandy Winger
- Jenilee Harrison (en) (à partir de l'épisode 4) : Jamie Ewing
- Kathleen York (à partir de l'épisode 4) : Betty
- Fredric Lehne (à partir de l'épisode 5) : Eddie Cronin
- Shalane McCall (en) : Charlie Wade
- Deborah Rennard : Sly Lovegren
- Fern Fitzgerald (en) : Marilee Stone
- Don Starr (en) : Jordan Lee
- Omri Katz : John Ross Ewing
- Eric Farlow : Christopher Ewing
- Tom Fuccello (en) : Dave Culver
- Pat Colbert : Dora Mae
- Morgan Woodward : Marvin « Punk » Anderson
- George O. Petrie (en) : Harv Smithfield
- William Smithers : Jeremy Wendell
- Sherril Lynn Rettino : Jackie Dugan
- Dack Rambo (à partir de l'épisode 26) : Jack Ewing
- James Brown : Dét. Harry McSween

## Fiche technique

### Réalisateurs
- Leonard Katzman (6 épisodes)
- Larry Hagman (3 épisodes)
- Michael Preece (en) (6 épisodes)
- Patrick Duffy (3 épisodes)
- Gwen Arner (4 épisodes)
- Nick Havinga (6 épisodes)
- Robert Becker (1 épisodes)
- Alexander Singer (1 épisodes)

### Scénaristes
- Arthur Bernard Lewis (8 épisodes)
- Leonard Katzman (8 épisodes)
- David Paulsen (11 épisodes)
- Peter Dunne (3 épisodes)

## Épisodes

### Épisode 1:Assassin en liberté
- États-Unis : 28 septembre 1984 sur CBS

- Audrey Landers : Afton Cooper
- Martin E. Brooks (en) : Edgar Randolph
- Mitchell Ryan (Cne Merwin Fogerty)

- Howard Keel (qui n'apparaît pourtant pas dans ce volet) et Priscilla Presley (créditée Priscilla Beaulieu Presley) figurent pour la première fois dans le générique du début.
- La séquence où Bobby est évacué des bureaux Ewing par les ambulanciers est exactement celle qui avait servi à l'évacuation de J.R. dans l'épisode 1 de la saison 4, le dit blessé n'étant jamais clairement identifié.
- Quittant apparemment la saga pour de bon, Audrey Landers dans le rôle d'Afton Cooper fera un tardif retour à partir du volet 21 de la saison 12.

### Épisode 2:Le Front
- États-Unis : 16 octobre 1981 sur CBS

- Dennis Patrick (en) (Vaughn Leland)
- Mitchell Ryan (Cne Merwin Fogerty)

### Épisode 3:Persévérance
- États-Unis : 12 octobre 1984 sur CBS

- Mitchell Ryan (Cne Merwin Fogerty)

- Le titre original de ce volet est tiré du célèbre proverbe écrit par l'écrivain britannique William Edward Hickson (en) « If at first you don't succeed, try, try again » (litt. : « Si vous n'y parvenez pas au premier essai, persévérez encore et toujours »).
- Deborah Shelton dans le rôle de Mandy Winger apparaît ici pour la première fois.

### Épisode 4:Jamie
- États-Unis : 19 octobre 1984 sur CBS

- Randolph Mantooth (en) (Joe Don Ford)

- Le plan en caméra subjective de Katherine s'introduisant dans le bureau de J.R. pour abattre Bobby est tiré du cliffhanger de la saison précédente.
- Morgan Brittany dans le rôle de Katherine Wentworth disparaît provisoirement de la saga jusqu'au cliffhanger de cette saison.
- Jenilee Harrison (en) dans le rôle de Jamie Ewing et Kathleen York dans celui de Betty interviennent ici pour la première fois.

### Épisode 5:Ah! La famille
- États-Unis : 26 octobre 1984 sur CBS

- Christopher Stone (Dave Stratton)

### Épisode 6:L'Ombre d'un doute
- États-Unis : 2 novembre 1984 sur CBS

- Christopher Stone (Dave Stratton)

- Le titre original de ce volet Shadow of Doubt (ici traduit littéralement) est aussi celui du thriller américain L'Ombre d'un doute réalisé par Alfred Hitchcock en 1943 avec Joseph Cotten.
- C'est ici la première fois que des personnages secondaires noirs entretiennent des dialogues sur plus d'une minute.

### Épisode 8:Encore un bal
- États-Unis : 16 novembre 1984 sur CBS

- Christopher Stone (Dave Stratton)

### Épisode 9:Ombres
- États-Unis : 23 novembre 1984 sur CBS

- Daniel Pilon (Renaldo Marchetta)
- Christopher Stone (Dave Stratton)

- Le titre original de ce volet Shadows est aussi celui du premier long-métrage de John Cassavetes sorti en 1959.
- C'est la première fois que le petit Christopher joué par Eric Farlow prononce une série de répliques intelligibles.

### Épisode 10:Charlie
- États-Unis : 30 novembre 1984 sur CBS

- Daniel Pilon (Renaldo Marchetta)

- À un moment du dialogue, Renaldo précise le prénom complet de la jeune Charlie, Charlotte.

### Épisode 11:Le Cinquième barbecue
- États-Unis : 7 décembre 1984 sur CBS

- Daniel Pilon (Renaldo Marchetta)
- Gwen Arner (en) (Dr. Jerry Kenderson)

- Le titre original de cet épisode Barbecue Five (litt. : "Barbecue cinq") perpétue une ultime fois la tradition des mi-saisons, entamée par le premier épisode intitulé Barbecue (cinquième et dernier de la première saison) et poursuivie par les volets 12 des trois saisons précédentes.
- Ce volet entretien une autre tradition de la série avec Jamie poussant Marilee Stone dans la piscine du ranch.

### Épisode 12:Prenez-vous cette femme?
- États-Unis : 14 décembre 1984 sur CBS

- Daniel Pilon (Renaldo Marchetta)
- Madison Mason (Jack Phipps)

- Le titre original de ce volet, ici traduit littéralement, est extrait de la traditionnelle formule de cérémonie de mariage : "Do you take" (nom de la promise) "to be your lawfully wedded wife? If so answer "I do."" (litt. : "Voulez-vous prendre" (nom de la promise) "comme légitime épouse ? Si oui, dites "je le veux."")

### Épisode 13:Et ça recommence
- États-Unis : 21 décembre 1984 sur CBS

- Daniel Pilon (Renaldo Marchetta)
- James Cromwell (Gerald Kane)
- Burke Byrnes (Pete Adams)
- Sarah Cunningham (en) (Tante Maggie Monahan)

- Le titre original de cet épisode Déjà vu est tiré de l'expression française « impression de déjà vu » et régulièrement utilisé tel quel en pays anglophones (prononcé [ˈdeɪʒæ ˈvu]).
- Ce volet marque l'épisodique retour du personnage secondaire de Maggie Monahan, tante de Cliff et de Pamela, à nouveau joué par Sarah Cunningham (en) et disparu de la saga depuis l'épisode 24 de la saison 3.

### Épisode 14:La Chasse au fantôme
- États-Unis : 28 décembre 1984 sur CBS

- Daniel Pilon (Renaldo Marchetta)
- Burke Byrnes (Pete Adams)

- Le titre original de ce volet Odd Man Out (litt.: "paria" ou "intrus") est également celui du film britannique Huit Heures de sursis réalisé en 1947 par Carol Reed avec James Mason.

### Épisode 15:Mystère à Laredo
- États-Unis : 4 janvier 1985 sur CBS

- James Cromwell : Gerald Kane
- Stephen Elliott : Scotty Demarest
- Valentin de Vargas (crédité Val De Vargas) : Patrick Wolfe
- Stephanie Blackmore : Serena Wald

### Épisode 16:Le Vent de la guerre
- États-Unis : 11 janvier 1985 sur CBS

- Stephen Elliott : Scotty Demarest
- Gail Strickland (en) : Veronica Robinson

- Le titre original de ce volet Winds of War (ici traduit littéralement) est aussi celui de la mini-série Le Souffle de la guerre avec Robert Mitchum, réalisée par Dan Curtis, diffusée une première fois en 1983 et inspirée du roman à succès de Herman Wouk détaillant la montée des périls de l'entre deux guerres mondiales.

### Épisode 17:Liberté sous caution
- États-Unis : 25 janvier 1985 sur CBS

- James Cromwell : Gerald Kane
- Valentin de Vargas (crédité Val De Vargas) : Patrick Wolfe
- Burke Byrnes : Pete Adams
- Beau Billingslea (en) : Dr Miller

### Épisode 18:La Haine en héritage
- États-Unis : 1er février 1985 sur CBS

- Valentin de Vargas (crédité Val De Vargas) : Patrick Wolfe
- Rosemary Forsyth : Ann McFadden
- Dean Santoro : Raymond Furguson
- Burke Byrnes : Pete Adams

- Le personnage de Gerald Kane intervient ici sans être vu ni entendu dans un échange téléphonique.

### Épisode 19:Les Péchés des pères
- États-Unis : 8 février 1985 sur CBS

- Valentin de Vargas (crédité Val De Vargas) : Patrick Wolfe
- Beau Billingslea (en) : Dr Miller
- Dean Santoro : Raymond Furguson
- John Carter : Carl Hardesty
- Harvey Vernon (en) : Juge Harding

- Le titre original de ce volet Sins of the Father (ici traduit littéralement) est une formule récurrente de la version anglaise de la Bible. Il sera par ailleurs réutilisé pour l'épisode 3 de la saison 2 de la seconde saga Dallas dans l'année 2013.

### Épisode 20:Les Frères Ewing
- États-Unis : 15 février 1985 sur CBS

- Stephen Elliott : Scotty Demarest
- Eddie Firestone : Alfred Brindle

- À un moment de ce volet, on voit John Ross jouer avec une maquette de navette spatiale, alors indéniable fierté américaine. À la première diffusion de cet épisode, la navette Discovery était la dernière en date à avoir été lancée (30 aout 1984), précédant Atlantis (le 3 octobre 1985) puis Challenger, elle hélas, tragiquement désintégrée peu après son lancement le 28 janvier 1986.

### Épisode 21:Les Rêves brisés
- États-Unis : 22 février 1985 sur CBS

- Erik Holland : Conrad Buckhouser
- Stephen Elliott : Scotty Demarest
- Gail Strickland (en) : Veronica Robinson
- Valentin de Vargas (crédité Val De Vargas) : Patrick Wolfe

- C'est le premier épisode dont des séquences ont réellement été tournées à l'étranger, en l'occurrence Hong Kong.

### Épisode 22:Le Bout de la route
- États-Unis : 1er mars 1985 sur CBS

- Stephen Elliott : Scotty Demarest
- Erik Holland : Conrad Buckhouser
- Sam Anderson : Inspecteur Frank Howard
- Dean Santoro : Raymond Furguson
- Burke Byrnes : Pete Adams
- Ben Cooper : M. Parrish

- C'est la première fois qu'il est fait mention de Jack Ewing (en), fils de Jason Ewing.
- Malgré la précédente intervention d'un homosexuel refoulé dans l'épisode 21 de la saison 2, M. Parrish, antiquaire de profession, est ici le premier personnage ostensiblement efféminé de la série.

### Épisode 23:Le Procès de Jenna
- États-Unis : 8 mars 1985 sur CBS

- Stephen Elliott : Scotty Demarest
- Rosemary Forsyth : Ann McFadden
- Virginia Kiser : Juge Roberta Fenerty
- Allan Miller (en) : Frederick Hoskins
- Sam Lam : Mr. Wong
- Philip Chan : Edward Chan

- Des extraits de deux séquences de l'épisode 14 de cette saison soutiennent ici en flash-back les témoignages d'un policier et d'un gérant de motel.

### Épisode 24:Le Verdict
- États-Unis : 15 mars 1985 sur CBS

- Stephen Elliott : Scotty Demarest
- Rosemary Forsyth : Ann McFadden
- Virginia Kiser : Juge Roberta Fenerty
- Allan Miller (en) : Frederick Hoskins
- Heidi Hagman : présidente du jury
- Nicholas Pryor : Nathan Billings
- Barbara Rhoades : Lila Cummings
- Michelle Johnson : Rhonda Cummings

- Heidi Hagman, ici dans un rôle de complément, est la propre fille de l'acteur Larry Hagman.

### Épisode 25:Sentences
- États-Unis : 29 mars 1985 sur CBS

- Stephen Elliott : Scotty Demarest
- Dean Santoro : Raymond Furguson
- Virginia Kiser : Juge Roberta Fenerty
- Allan Miller (en) : Frederick Hoskins
- Heidi Hagman : présidente du jury
- Nicholas Pryor : Nathan Billings
- Marj Dusay : Bernice Billings

- Bien que mentionnée au générique, Susan Howard n'apparaît pas dans cet épisode.
- Figurant dans les séquences de procès, ni Donna Reed ni Howard Keel ne prononcent pas la moindre réplique.

### Épisode 26:La Piste du tueur
- États-Unis : 12 avril 1985 sur CBS

- Paul Gleason : Lnt Lee Spaulding
- Ben Cooper : M. Parrish
- Gail Strickland (en) : Veronica Robinson
- Lyman Ward : Norman
- Rod Arrants (en) : Andre Schumann

- Le titre original de ce volet Terms of Estrangement (litt. : "Expression de l'éloignement/aliénation") est un ironique détournement de celui du mélodrame américain sorti en 1983 Tendres passions (Terms of Endearment, litt. : "mots gentils") réalisé par James L. Brooks avec Shirley MacLaine, Debra Winger et Jack Nicholson.
- C'est le premier épisode dans lequel Dack Rambo apparaît dans le rôle de Jack Ewing.

### Épisode 27:Encore un Ewing
- États-Unis : 19 avril 1985 sur CBS

- Leigh McCloskey : Mitch Cooper
- Nicholas Pryor : Nathan Billings
- Paul Gleason : Lnt Lee Spaulding
- John Zaremba : Dr Harlen Danvers

- Après The Venezuelan Connexion (volet 6 de la saison 4), c'est ici le deuxième titre original d'un épisode de la série (The Ewing Connexion) à détourner ironiquement celui du film américain de William Friedkin French Connection sorti en 1971.
- Ce volet marque le premier retour éphémère du personnage de Mitch Cooper, ex-mari de Lucy joué par Leigh McCloskey, avant sa toute dernière intervention dans l'épisode 2 de la douzième saison.
- Bien que mentionnée au générique, Priscilla Presley ne figure pas dans cet épisode.

### Épisode 28:Faits et méfaits
- États-Unis : 3 mai 1985 sur CBS

- Leigh McCloskey : Mitch Cooper
- Susan French : Amanda Ewing
- Paul Gleason : Lnt Lee Spaulding
- John Larch : Wally Windham

- Ce volet marque le furtif retour d'Amanda Ewing, première femme de Jock (ici jouée par Susan French (en)) après une première incarnation par Lesley Woods dans l'épisode 24 de la saison 3. Ce personnage fera par ailleurs une toute dernière intervention sous les traits de Diane Franklin (en) dans le téléfilm préquelle diffusé une première fois en 1986, Dallas : quand tout a commencé... (Dallas: The Early Years).

### Épisode 29:Libération
- États-Unis : 10 mai 1985 sur CBS

- Leigh McCloskey : Mitch Cooper
- Daniel Pilon (Renaldo Marchetta)
- Harvey Vernon (Judge Harding)
- Jared Martin (Dusty Farlow)
- Sam Anderson (Inspecteur Frank Howard)
- Rod Arrants (en) : Andre Schumann
- John Larch : Wally Windham

- Ce volet marque le notable retour du personnage de Dusty Farlow, fils de Clayton joué par Jared Martin, disparu de la série depuis l'épisode 4 de la saison 6.
- Des extraits étoffés de plans additionnels d'une séquence de l'épisode 14 de cette même saison soutiennent ici en flash-back les aveux d'Andre Schumann.

### Épisode 30:Le Chant du cygne
- États-Unis : 17 mai 1985 sur CBS

- Leigh McCloskey : Mitch Cooper
- Jared Martin (Dusty Farlow)

- La durée exceptionnelle de 70 minutes de ce volet s'étoffe entre autres d'un inhabituel résumé de l'épisode précédent.
- Ce cliffhanger marque le départ provisoire mais non moins marquant de plusieurs personnages clés de la série : Patrick Duffy dans le rôle de Bobby, déclaré mort jusqu'à l'épisode 31 de la saison suivante, Charlene Tilton dans celui de Lucy, déracinée à Atlanta jusqu'au volet 29 de la saison 11, et Morgan Brittany dans celui de Katherine Wentworth, également laissée pour morte, mais qui fera pourtant un furtif retour dans les épisodes 2 et 3 de la onzième saison.
- Donna Reed incarne non seulement Ellie Ewing pour la dernière fois (rôle repris par Barbara Bel Geddes dès l'épisode suivant) mais fait aussi sa toute dernière prestation à l'écran avant son décès quelques mois plus tard, le 14 janvier 1986.
- C'est la première fois que la série use du ralenti pour accentuer un effet dramatique.
- Morgan Brittany n'apparaît ici que quelques secondes à l'écran sans prononcer la moindre réplique.

- Le rôle de l'avocat de Cliff Barnes, Marvin, est tenu par David White, connu du grand public en France de par son apparition récurrente dans la série Ma sorcière bien-aimée dans laquelle il campe le personnage d'Alfred Tate, l'employeur de Jean-Pierre Stephens, époux de Samantha Stephens, au sein de la compagnie publicitaire McMann & Tate.